# السي آي ايه و11 سبتمبر
السي آي ايه و11 سبتمبر والإرهاب العالمي ودور أجهزة الاستخبارات هو كتاب مثير للجدل صدر في عام 2003 بواسطة دار النشر Piper Verlag من تأليف وزير الدولة السابق في وزارة الدفاع الاتحادية الألمانية وعضو الحزب الديمقراطي في البرلمان الألماني من عام 1969 إلى عام 1994 أندرياس فون بولوف.
في حين أن نوعية مصادره وتوقيت نشره أدت إلى نقاش داخل صناعة النشر الألمانية بلغ ذروته. واجه الكتاب أيضا ادعاءات تتراوح بين العبثية، مناهضة الولايات المتحدة ومعاداة السامية (خاصة أطروحته عن مشاركة الموساد في الهجمات)، لكن بولوف دافع عن عمله خلال ظهوره في وسائل الإعلام، نافيا بشدة أن محتواه معادي للسامية وأن إسرائيل عليها الفصل بن الانتقادات الموجهة ضد أعمالها والانتقادات الدينية الغير موجودة أصلا في الكتاب.
ورغم ذلك حقق الكتاب نجاحًا تجاريًا كبيرًا في ألمانيا، بأكثر من 100000 نسخة.

## فحوى الكتاب
يشير الكتاب إلى أن هجمات 11 سبتمبر 2001 كانت عملية سرية ذاتية الصنع الهدف منها التأثير على الرأي المحلي وإقناع الأمريكيين بدعم غزوات أفغانستان والعراق.
بالإضافة إلى أسلوبه السردي المتضارب والمحمل بعبارات مثل «يمكن»، «ربما» و«إذا»،  دون تحميل اتهام مباشر لوكالة الاستخبارات المركزية بالمسؤولية المباشرة عن الهجمات. لكنه في المقابل، حاول هدم التصور «التقليدي» الرسمي السائد عن أحداث 11 سبتمبر 2001، بالرغم من عدم تعويضه باخر بل ركز المؤلف على ترك تلميحات وشائعات لاقتراح الاحتمالات. مثل سرد أن مثل هذه الهجمات المنظمة بشكل جيد لا يمكن أن تحدث إلا «بدعم من قبل وكالة المخابرات المركزية»، إلا أنه لم يحدد التفاصيل الدقيقة لذلك الدعم. يشير الكتاب أيضا إلى أنه لم تحط أي طائرة في البنتاغون ولا في ولاية بنسلفانيا يوم 11 سبتمبر، وأن الإتصال الهاتفي المزعوم خلال رحلة الخطوط الجوية المتحدة 93 لم يكن حقيقيا. كما يجادل أن نظرية الخاطفين العرب خلقتها وكالة المخابرات المركزية، وأن هؤلاء العرب ربما لم يكونوا على دراية أصلا بأن الطائرات ستصطدم.
ويزعم الكتاب أن سبعة من الخاطفين المزعومين قد عثر عليهم على قيد الحياة وبصحة جيدة بعد الهجمات. كما يستكشف إمكانية التحكم في الطائرات المختلفة عن بعد. ويستشهد بملاحظات تدعم النظرية القائلة بأن انهيار مركز التجارة العالمي في سقوط حر ربما كان بسبب دسه مسبقا بالمتفجرات. وعليه لا يعتقد بولوف أن أسامة بن لادن والقاعدة هما المسؤولان عن هجمات 11 سبتمبر 2001.

## ردود الفعل
- تم وصف الكتاب على أنه عمل يدعم أو يعزز معاداة أمريكا.[1][4] لكن بولوف أنكر فكرة أن كتابه يساهم في نشر المشاعر المعادية لأمريكا في ألمانيا قائلا في مقابلة مع صحيفة ديلي تلغراف: «أنا لست أقل معاداة للولايات المتحدة ... أنا فقط جزء من زخم متزايد ضد بوش وشطرجة سياسة القوة. أشعر بالأسف لأولئك الذين يصدقون أفكاره.[1]»
- تعرض الكتاب لهجوم حاد بسبب جودة مصادره وأبحاثه.[5] بعد أن اعترف المؤلف بأن الكثير من مواده أتت من الإنترنت وبذلك أخلى عبء الإثبات بادعاءه أنه يقع على الحكومة الأمريكية تفنيد هذه الادعاءات بدلاً من أن إثباتها.[2] وقد أثار هذا غضبا بين المؤلفين الذين يستخدمون أساليب صحفية أكثر تقليدية أبرزهم أوليفر شروم (الذي أشار في دراسته عن هجمات الحادي عشر من سبتمبر إلى فشل وكالة المخابرات المركزية، دون ادعاء تواطؤها) والذ رد قائلا «"دفن الرأس تحت الرمال يكون عندما تبدأ وسائل الإعلام والناشرون المحترمون في تقديم الخيال كحقيقة"».[4]
- في سبتمبر 2003 كان الكتاب أحد مواضيع تقرير مجلة دير شبيغل، إلى جانب الفيلم الوثائقي الذي أجراه الصحفي جيرهارد ويسنيوسكي (Aktenzeichen 11.9. ungelöst) وكتاب نظريات المؤامرة متل المؤامرة: نظريات المؤامرة وأسرار 11/9 للمؤلف (ماتياس بروكرز) وكتابه العملية 9/11.[3] ينتقد من خلاله المقال، الذي حمل عنوان "Panoply of the Absurd"، بشدة اعتماد بولوف على أبحاث الإنترنت، وعلى وجه الخصوص أنه استخدم قصصًا مؤرشفة ولكنها غير دقيقة تمت كتابتها في حالة الارتباك بعد الهجمات مباشرة قبل أن يتم التخلي عنها. مثل التأكيد على أن ما لا يقل عن ستة من الخاطفين المشتبه بهم الذين تمت تسميتهم في أعقاب الهجمات ظهروا على قيد الحياة بعد الهجمات، وهو ما يسمى «الخاطفين الزومبي».